# 0%Mercury
0%Mercury – ukraiński zespół muzyczny wykonujący metalcore i deathcore, założony w 2016 w Charkowie.

## Historia
Formacja powstała w 2016 w Charkowie. 24 listopada 2023 wydała swój debiutancki album studyjny zatytułowany We Should Definitely Do This!. 28 lipca 2023 zespół wystąpił na festiwalu Faine Misto we Lwowie. W sierpniu tego samego roku zaprezentował się na scenie festiwalu Wacken Open Air, gdzie uplasował się na trzeciej pozycji w konkursie Metal Battle.

## Dyskografia
- We Should Definitely Do This! (2023)